# Speos

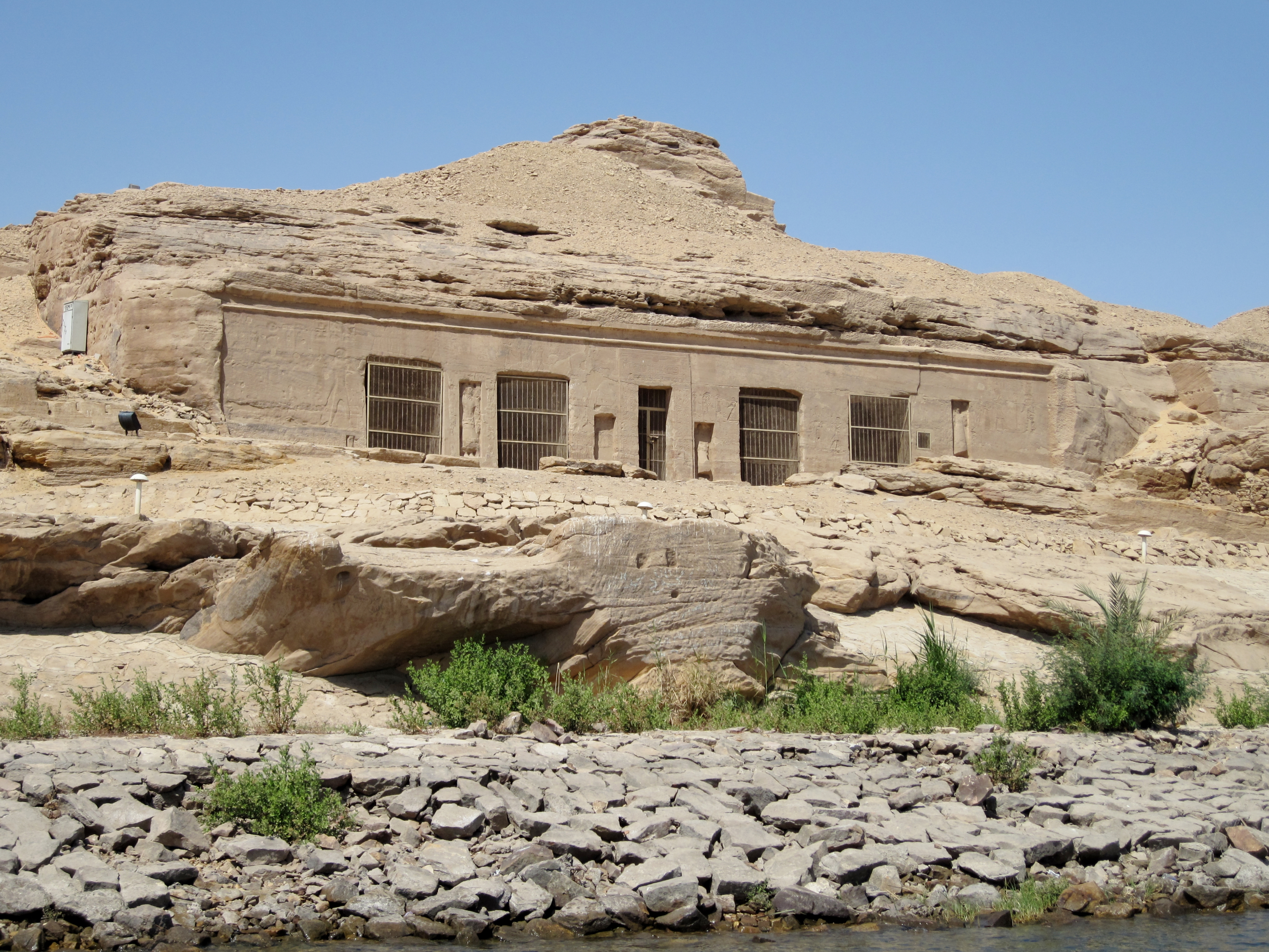
Espeu, temple d'Horemheb a Djebel al-Silsila.

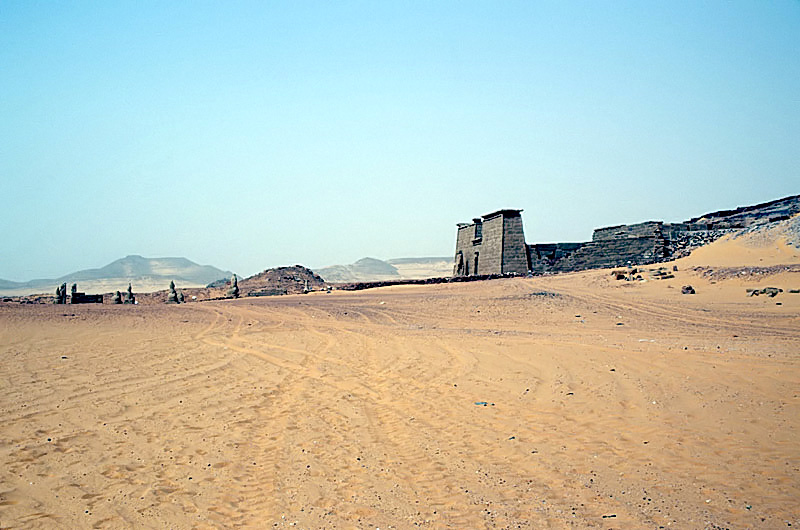
Semiespeu, temple de Ramsès II a Wadi al-Sabua.

Espeu (del grec σπέος, 'cova') és un terme que van començar a emprar els egiptòlegs del segle xix per a designar els temples excavats a la roca de l'antic Egipte. Actualment, es fa servir sovint també per a designar altres temples rupestres (i semirupestres) antics, com els de la ciutat nabatea de Petra (a Jordània) o alguns temples d'Àsia. Forma part de l'arquitectura rupestre, en què diferents tipus de construccions antigues (habitatges, temples, tombes, fortaleses...) es van excavar o esculpir totalment o parcial a la roca.
Existeix una variant del terme, l'"hemiespeu" o "semiespeu", que consisteix en un temple parcialment excavat a la roca i parcialment construït artificialment. En alguns casos, s'aprofiten antigues pedreres ja excavades com a base per a construir-hi a sobre.
Molts dels espeus i semiespeus de l'antic Egipte es van excavar en territori de Núbia i alguns van quedar coberts per les aigües amb la construcció de la presa d'Assuan, com les fortaleses de l'Imperi Mitjà (les de Semna i Buhen, entre d'altres) i altres construccions, i la creació del llac Nàsser, d'altres es van traslladar (el cas més notori és el dels temples d'Abu Simbel), i d'altres es van regalar als països que van col·laborar en el salvament dels monuments arquitectònics (com és el cas de temple de Tutmosis III a Ellesija).

## Speos de l'Antic Egipte
- Speos Artemidos.
- Temples petit i gran d'Abu Simbel.
- Temple d'Horemheb a Djebel al-Silsila.
- Temple d'Ay a Akhmim.
- Temple rupestre de Tuthmosis III a Ellesiya (avui al Museu Egipci de Torí).

## Semiespeus de l'antic Egipte
- Temples de Deir el-Bahari.
- Temple de Ramsès II, dedicat a Amon, a Beit al-Wali.
- Temple de Ramsès II a Derr.
- Temple de Ptah a Gerf Hussein.
- Temple de Gebel Barkal (a Núbia).
- Temple de Kanais. Temple rupestre de Seti I a Wadi Mia (prop d'Edfú).
- Temple de Ramsès II a Wadi al-Sabua.
- Temple d'Hathor a Serabit al-Khadim.